# 山上區
23°06′13″N 120°21′10″E / 23.1036373°N 120.3526657°E
山上區，舊稱「山仔頂」，前身「山上鄉」，位於臺灣臺南市中央偏南，北臨大內區，東鄰玉井區，西鄰善化區、新市區，南接新化區、左鎮區。全區面積約27.8780平方公里，為原臺南縣部分面積最小的行政區，地形上屬於平原和山地的交界地帶，約三分之二為平地（嘉南平原），三分之一為丘陵地（新化丘陵），但全區海拔高度均不超過300米，地勢東部較高，以北嶺尖山頂迤延向西形成半箕形盆地，曾文溪流經本區與大內區的交界，氣候上屬熱帶季風氣候。明德外役監獄即位於本區。

## 歷史

### 地名由來
山上區舊稱「山仔頂」，其由來說法有三種。一說為由嘉南平原眺望當地時，因其位於新化丘陵西麓邊緣，看似在一座高山的上面；一說為曾文溪改道時，河流將潭內八庄包圍，地勢高挺而四周有小丘環繞；一說則為當地位於曾文溪的高位河階上，故名。1920年日本實施地方改制時，取山仔頂地名的字義，將其改為日式地名「山上」。

### 沿革
山上區原是平埔族西拉雅族新港社的遷徙地之一。日治時期1901年，山上隸屬臺南廳大目降支廳。1920年，實施臺灣地方改制，設山上屬臺南州新化郡。山上庄轄山上、大社、潭頂、牛稠埔、北勢洲等5個大字。
二戰後1946年1月18日，山上庄改為山上鄉，屬臺南縣；7月1日，將原屬該鄉的潭頂、大社兩村劃出併入新市鄉（今新市區），並將原屬左鎮鄉（今左鎮區）平和村的一小部分劃入改為「平陽村」。2010年12月25日，配合臺南縣市合併改制為直轄市，山上鄉改制為「山上區」。

### 聚落發展
山上區在明鄭時期便有軍隊屯墾，鄭成功部將余士龍為養軍，始開墾荒地、率兵屯駐，經年累月人口漸漸繁殖，於清嘉慶年間形成聚落。當時漢族商賈，土官往來於石仔瀨（今大內區）與之曾文溪兩岸，繁華昌盛一時。今山仔頂（現山上區山上里）人口約只有300多戶，人口數尚不及山仔頂下、市道178號沿線之南洲，目前南洲為區公所、農會及市場等農商業活動及行政的中心。

## 人口
根據臺南市新化戶政事務所統計，2024年底山上區戶數約2.8千戶，人口約6.9千人，區內人口最多與最少的里分別是明和里與平陽里，2024年底兩里人口分別為1,763人與359人。

## 政治

### 歷任首長
鄉長
1. 田萬枝
2. 田萬枝
3. 吳魁奇
4. 田俊秀
5. 陳登洲
6. 陳登洲
7. 林朝輝
8. 田永斌
9. 田永斌
10. 林進煌
11. 林進煌
12. 戴振芳
13. 戴振芳
14. 沈清發
15. 沈清發

區長
1. 陳進文
2. 余基吉
3. 謝松益
4. 王上宜

### 區政組織

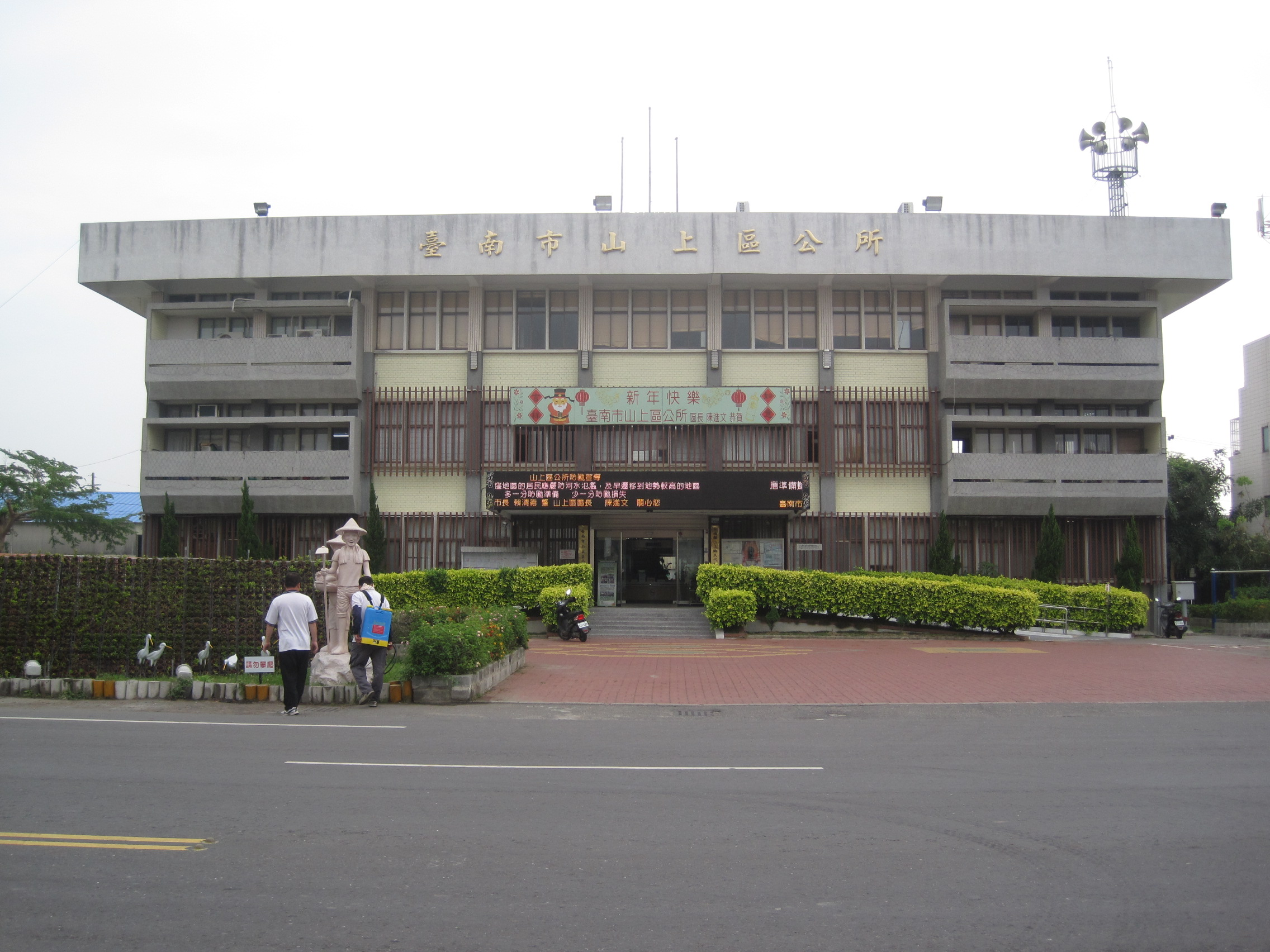
山上區公所（原建築因2016年高雄美濃地震而受損，現已拆除並進行重建）

山上區公所是臺南市政府在山上區的派出機關，在中華民國政府架構中為市政府綜理區政的執行機關，上級業務監督機關為臺南市政府。区长由市長任命，其任期為無任期保障。在區長及主任秘書之下，設有3課3室等6個內部單位。

### 行政區
現今山上區行政範圍的確立，來自於1946年，調整行政區域，將原屬該鄉的潭頂及大社納入新市鄉鄉域，同時原屬左鎮鄉的石子崎也在此時納入山上鄉鄉域。1950年，裁撤區署，山上鄉改直隸於臺南縣。2010年12月25日，臺南縣市合併改制為直轄市，山上鄉改制為市轄區「山上區」，隸屬臺南市。
| 山上區行政區劃 |        |      |        |      |        |
|                |        |      |        |      |        |
| 編號           | 里名   | 編號 | 里名   | 編號 | 里名   |
| 1              | 明和里 | 2    | 南洲里 | 3    | 山上里 |
| 4              | 新莊里 | 5    | 豐德里 | 6    | 平陽里 |
| 7              | 玉里   |      |        |      |        |

## 教育

### 國民中學
- 臺南市立山上國民中學

### 國民小學
- 臺南市山上區山上國民小學

## 交通
山上區的主要聯絡道路為市道178號，往西可接省道台1線及國道三號善化交流道，往東南方則銜接省道台20線通往玉井或新化等地。大眾運輸方面，僅有興南客運公司提供服務。

### 公路
- 福爾摩沙高速公路
  - 善化交流道（340）
- 台20線
- 市道178號：善化區－山上區－大內區
- 市道178甲線

### 客運
- 大台南公車

| 編號              | 路線                                   | 營運單位   | 備註                         |
| ----------------- | -------------------------------------- | ---------- | ---------------------------- |
| 綠幹線            | 臺南轉運站－新化－玉井                 | 興南客運   |                              |
| 綠幹線 區間車(東) | 新化－玉井                             | 興南客運   |                              |
| 綠2               | 新化－新市車站－善化轉運站－山上市場   | 興南客運   |                              |
| 綠2-1             | 善化轉運站－山上－玉峰里－平陽里－豐德 | 台一大車隊 | - 全線使用小黃公車營運。     |
| 綠10              | 新化－那拔林－山上－明和里             | 興南客運   |                              |
| 綠11              | 新化－山上－善化轉運站                 | 興南客運   |                              |
| 綠12              | 新化－南化－玉山                       | 興南客運   |                              |
| 綠12區間車(1)     | 新化－南化國中                         | 興南客運   | - 部分班次延駛至臺南轉運站。 |

### 公共自行車
臺南市YouBike 2.0於2023年2月23日正式營運，截至2023年9月1日於山上區內設置4處站點。

## 旅遊
山上區公所為推廣山上區的歷史文化與自然資源，在2014年7月推出微電影《漫遊。山上》。片中藉由曾經參與臺南水道工程的後代從日本來臺尋找祖父所說的寶物，來介紹山上的故事。下述的景點大多都有入鏡。

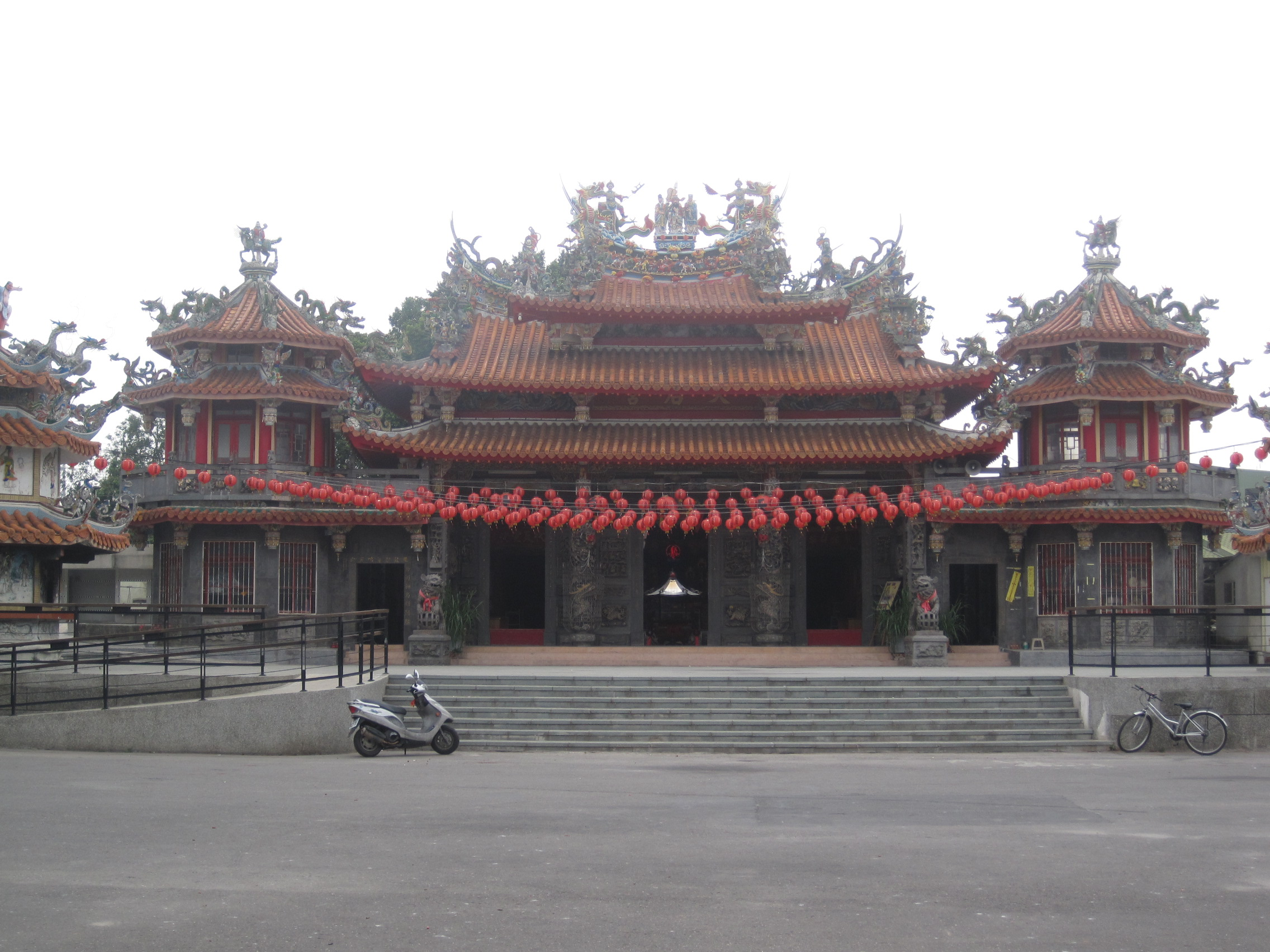
山上天后宮

- 山上天后宮

為山上區相當重要的信仰中心，山上天后宮奉祀天上聖母、玄天上帝、中壇元帥、福德正神、註生娘娘、主祀玉二聖母其係大陸福建省巖鎮大德正道之天神，原稱「二娘娘」，現稱「玉二媽」，在各地有十數個分宮。在與通往天后宮的道路與市道178號的交叉路口立有一座色彩鮮豔牌樓，總高超過十一公尺，而天后宮建築華麗而有特色，雕鑄精巧複雜，吸引各地香客朝聖及參觀。
- 山上花園水道博物館

日人於大正元年（1912年）基於當時臺南市街之飲水需求所設置，為可供應約10萬人需求的現代化自來水基礎建設，對臺南地區之經濟發展亦有相當的貢獻。原台南水道於2002年11月列為縣定古蹟，後於2005年9月29日經內政部公告為國定古蹟。區內的生態豐富，建築與空間形式頗具特色，也保存當時自來水設施及記錄著現代化工程的發展，具休閒及教育性質，為相當珍貴的史證。縣市合併後水公司把建物及器械設備捐給台南市政府，市府也開始著手進行規畫並與中央合作整修水道，於2019年10月10日正式開幕。
原臺南水道分為兩個區域：一個是水源地，目前只接受預約參觀，除了舉辦活動，否則平時不對外開放。水源地內昔日的舊辦公室、檢驗室及輸水、淨水設備和發電室等，還有濱野彌四郎碑座。臺南市政府目前已經完成規劃，預計於開幕開放民眾購買門票參觀。
另一處則是位於附近丘陵地的淨水池，除了淨水池主體內的建築有影響蝙蝠生態之虞需預約參觀之外，其他區域是對外開放的。
- 山上苗圃

原本屬於臺南水道的水源地一部份，日本人在此設立當時全臺灣唯二的高爾夫球場(另一座在淡水)。二戰後，高爾夫球場被改為苗圃，培植各種樹木、花草、盆栽，供應台南市各界機關、學校、公園、安全島等使用，市區綠美化環境之用。園內有當年還是日本皇太子的裕仁親手種植的黑松。
- 埔羌坑月世界

- 蘭科植物園

位於玉峰里牛稠埔，園區中有多達500多種原生蘭科種，其中最重要的鎮園之寶是原產於奈及利亞的皇后蘭(苣蘭)，全世界只剩3株。
- 南洲開靈宮

位於臺灣臺南市山上區，又稱南勢洲開靈宮，主祀樹德尊王（樹王公），也就是廟後的雨蘭松（阿勃勒）。該廟屬於樹神信仰的廟宇，而且可能是臺南唯一一座以阿勃勒為神明的廟宇，但廟方的沿革匾則認為樹德尊王原名杜冠明，乃漢平帝之臣，因王莽之故在樹下自縊殉國，後來東漢光武帝復國後，敕封為「九天提督樹德尊王」。
- 苦瓜寮朝天宮

南洲開靈宮

苦瓜寮的名稱由來，據說是過去先民後來許姓家族捐地給朝天宮建廟，為感謝與紀念，且當時先民搭有苦瓜棚種植苦瓜，而名「苦瓜寮」（許的台語發音和苦的音相似）。最初當地先民搭建草寮供奉土地公，之後在乾隆初年加入神明會供奉天上聖母。清嘉慶三年（1798年）建立「聖母廟」，並從祀玄天上帝。之後於同治元年（1862年）整修，並自赤山龍湖巖迎來觀音佛祖與天上聖母（三媽）。光緒十九年（1893年）再修。
日治時期，該廟在大正十年（1921年）重建，並將廟名改為朝天宮。此外日治時期，公厝管理人許頭因緣際會前往北港朝天宮分香（二媽），並提供土地為廟產。

## 特產
- 網室木瓜
- 鳳梨
- 花卉：山上農會輔導花卉產銷班，種殖項目白鶴芋、綠帝王、黃金葛、黃椰子、福碌桐、變葉木、黛粉葉等觀賞植物。
- 香蕉

## 外部連結
- 臺南市山上區公所（繁體中文）（页面存档备份，存于）